# Baccharis uniflora
Baccharis uniflora là một loài thực vật có hoa trong họ Cúc. Loài này được (Ruiz & Pav.) Pers. mô tả khoa học đầu tiên năm 1807.